# Baron St. Helens

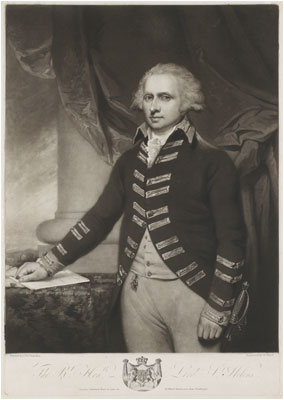
Alleyne Fitzherbert, 1. Baron St. Helens

Baron St. Helens ist ein erblicher britischer Adelstitel, der einmal in der Peerage of Ireland und zweimal in der Peerage of the United Kingdom verliehen wurde.

## Verleihung
Der Titel Baron St. Helens wurde erstmals am 26. Januar 1791 in der Peerage of Ireland für den ehemaligen Chief Secretary for Ireland Alleyne Fitzherbert geschaffen. Am 31. Juli 1801 wurde ihm, der inzwischen britischer Botschafter in St. Petersburg war, zudem in zweiter Verleihung der Titel Baron St. Helens, of St. Helens on the Isle of Wight in the County of Southampton, verliehen. Diesmal geschah die Verleihung in der Peerage of the United Kingdom, sodass mit dem Titel auch ein erblicher Sitz im britischen House of Lords verbunden war. Beide Titel erloschen als Fitzherbert am 19. Februar 1839 ohne Erben starb.
In dritter Verleihung wurde der Titel Baron St. Helens, of St. Helens in the County Palatine of Lancaster, am 31. Dezember 1964 in der Peerage of the United Kingdom dem Unterhaus-Abgeordneten Michael Hughes-Young verliehen. Heute hat dessen Sohn als 2. Baron den Titel inne.

## Liste der Barone St. Helens

### Barone St. Helens, erste und zweite Verleihung (1791; 1801)
- Alleyne Fitzherbert, 1. Baron St. Helens (1753–1839)

### Barone St. Helens, dritte Verleihung (1964)
- Michael Hughes-Young, 1. Baron St. Helens (1912–1980)
- Richard Hughes-Young, 2. Baron St. Helens (* 1945)

Voraussichtlicher Titelerbe (Heir apparent) ist der Sohn des aktuellen Titelinhabers, Hon. Henry Thomas Hughes-Young (* 1986).